# Hypena thermophoea
Hypena thermophoea är en fjärilsart som beskrevs av George Francis Hampson 1912. Hypena thermophoea ingår i släktet Hypena och familjen nattflyn. Inga underarter finns listade i Catalogue of Life.